# L'Âge de faire
L'âge de faire est un périodique mensuel créé en 2005 par l'association du même nom, qui traite des thèmes de l’écologie, de la citoyenneté et de la solidarité, au niveau local comme international. Depuis 2011, une nouvelle équipe constituée en société coopérative et participative est à sa tête.

## Histoire
Le journal est créé en 2005.
Le journal est critiqué pour ses conditions de travail en 2008. En 2010, la cour d’appel de Grenoble déboute le directeur de publication de L’Âge de faire, Alain Duez, des poursuites judiciaires qu’il avait engagées contre le journal La Décroissance pour avoir produit une enquête à ce sujet.

## Structures
L'âge de faire est composé de trois structures,.

### L'âge de faire- le journal
Le journal est repris le 1er octobre 2011 par une société coopérative et participative à responsabilité limitée (SCOP-SARL). Les six salariés détiennent la majorité des voix et du capital au sein de l’entreprise. Ils décident ensemble du contenu et de la gestion du journal.
La rédaction du journal est sise jusqu'en 2014 à Salignac, puis à Peipin jusqu'en 2020, et à Château-Arnoux-Saint-Auban depuis janvier 2021. Depuis 2013, l'équipe en place est constituée de quatre journalistes, une maquettiste-webmestre, un chargé de diffusion, et une responsable de la comptabilité et des abonnements. En 2019, sept salariés sont coopérateurs au sein de la Scop.
En 2017, la journaliste Lisa Giachino est placée en garde à vue alors qu'elle réalise pour L'âge de faire un reportage sur les migrants de la vallée de la Roya,.

### Les amis de L'âge de faire
Les amis de L'âge de faire est une association loi de 1901 créée le 22 septembre 2011, pour organiser la diffusion bénévole du journal L'âge de Faire.

### L'association L'âge de faire
L'association L'âge de faire est une association loi de 1901 créée en 2004 par Alain Duez, qui en est le président. Elle a été la structure fondatrice de journal du même nom. Depuis 2011, l'association n'a plus de lien sur le journal L'âge de faire, elle poursuit désormais l'objectif de publier Demain en mains.

## Diffusion
La diffusion est essentiellement assurée par ses lecteurs par un système de coopération et par abonnement.
On le trouve également dans des réseaux spécialisés type Biocoop, épiceries équitables, associations écologiques, stands et éventaires de producteurs ou commerçants sur certains marchés.
Le journal compte 11 000 abonnés en 2013.
Des partenariats ont été noués avec d'autres médias indépendants, et L'âge de faire fait partie de la Coordination Permanente des Médias Libres (CPML).
En plus du mensuel, des hors-séries sont édités : un dépliant-poster sur les Monnaies locales complémentaires, deux hors-séries sur des reportages du journal (La main à la pâte 1 et 2), un sur des fiches pratiques (La p'tite fabrique de L'âge de faire) puis le Cahier à tout faire, édité en 2021.
Un livre, Sexy, Linky ?, sur les nouveaux compteurs dits « intelligents » Linky, sort en 2018 en partenariat avec les éditions Le Passager clandestin, distribué par les éditions Eyrolles. Le 9 juin 2020, 5G mon Amour de Nicolas Bérard sort en librairie, une nouvelle fois coédité par L'âge de faire et Le Passager clandestin, et en septembre 2022 sortira Ce monde connecté qu'on nous impose, toujours du même auteur et coédité de la même manière.

## Réseau de la presse pas pareille
Cette section ne s'appuie pas, ou pas assez, sur des sources secondaires ou tertiaires indépendantes du sujet.

Pour l'améliorer, ajoutez-en, ou placez des modèles {{Source secondaire souhaitée}} ou {{Source secondaire nécessaire}} sur les passages mal sourcés. (janvier 2023)
Lancée par le journal marseillais Le Ravi, la notion de « presse pas pareille » fait référence à des médias répondant à plusieurs caractéristiques communes telle qu'une production essentiellement écrite (papier et/ou numérique), une faible dépendance aux revenus publicitaires (moins de 10% de la pagination), une non-détention de leur capital par des groupes industriels ou commerciaux,.
L'âge de faire décline ces caractéristiques et publie la carte de ces médias : Le Ravi, Fakir, Marsactu, Nunatak, Mediacités, La Galipote, La Topette (Angers), Le Postillon (Grenoble), Saxifrage (Albi), La Pieuvre (Béziers), Le Poulpe (Normandie).